# Halichoeres socialis
Halichoeres socialis är en fiskart som beskrevs av Randall och Lobel 2003. Halichoeres socialis ingår i släktet Halichoeres och familjen läppfiskar. IUCN kategoriserar arten globalt som akut hotad. Inga underarter finns listade i Catalogue of Life.